# Rio Vermelho (Minas Gerais)
Rio Vermelho est une municipalité brésilienne de l'État du Minas Gerais et la microrégion de Conceição do Mato Dentro.